# John Rae
John Rae, född 30 september 1813 på ön Mainland, Orkneyöarna, död 22 juli 1893 i London, var en skotsk polarforskare och läkare.

## Biografi
Rae studerade medicin i Edinburgh och började sedan sin tjänst som läkare hos Hudson bay-kompaniet i vad som i dag är norra Kanada. På sällskapets uppdrag utförde han mellan 1846 och 1847 en forskningsresa för att komplettera den karta över Hudson Bay som John Ross hade påbörjat, undersöka de okända kuststräckorna omkring Boothiahalvön och söka efter underrättelser om Franklinexpeditionen. Våren 1847 korsade han Melvillehalvön och nådde i april Boothianäset men tvingades kort därefter vända, utan att ana att han befunnit sig ganska nära den plats där Franklin och hans män kämpade för livet. 1848  var han medlem av en expedition till Mackenziefloden under John Richardsons ledning som hade till uppgift att finna Nordvästpassagen. Efter att Richardson hade lämnat projektet blev Rae expeditionens ledare som fortsatte med att utforska området kring Victoriaön. Under en annan forskningsresa 1853-54 påvisade Rae att King Williams land är en ö.
Efter samtal med inuiterna på plats tog han reda på Franklinexpeditionens öde. Han tolkade berättelserna så att expeditionen måste ha åkt söderut från platsen med den tunga släden. Dessutom offentliggjorde han hypotesen att Franklins förtvivlade män måste ha använt sig av kannibalism för att överleva. Rae fick några föremål från inuiterna som högst troligt tillhörde Franklinexpeditionens utrustning, men ändå ansågs hans teori om expeditionens öde som ett enda påhitt. Först 1859, efter att en annan forskningsresa under Francis Leopold MacClintock, kommit fram till samma slutsats fick Rae priset av 10 000 brittiska pund som var utlovat till den som förklarade varför Franklin försvunnit.
1860 var Rae delaktig i byggandet av en telegrafledning till Amerika. För detta ändamål var han även på Island och Grönland. 1864 hade han liknande projekt i norra Kanada.
Rae Strait, som skiljer King William land från Boothiahalvön, samt en älv och olika orter i norra Kanada är uppkallad efter John Rae.

## Skrifter
- Narrative of an expedition to the shores of the Arctic Sea. London (1850)